# Poetica di Walt Whitman
Il valore artistico dell'opera di Walt Whitman, poeta statunitense del '800, viene collocato - per la sua intrinseca grandezza - ad un alto livello, sul piano storico più ancora che su quello strettamente letterario. Con la forza e lo slancio della sua poesia, Whitman creò infatti le premesse di una poesia americana che, volgendo le spalle all'Atlantico, alla tradizione poetica consolidata, guardasse verso ovest, cioè verso il Pacifico.
Il suo verso, talmente in contrasto con gli schemi della tradizione (e caratterizzato da una prosa ritmica che solamente in pochi casi si modella in strofe chiuse) aprirà - in maniera assolutamente non convenzionale - orizzonti nuovi alla poesia europea e verrà preso ad esempio come prima innovazione verso cui la letteratura mondiale può considerarsi debitrice alla cultura americana da poco nata.

## Il tirocinio letterario
Singolare e significativo fu il tirocinio letterario di Whitman.
Quando è ragazzo e lavora come fattorino in uno studio legale di Long Island, egli legge con entusiasmo i romanzi di Walter Scott e, qualche anno dopo, legge e rilegge le sue poesie.
Quando si inventerà il mestiere di giornalista deve fare delle recensioni e allora si imbatte in scrittori più moderni, come Emerson, Carlyle, Sand che forse con il suo romanzo Comtesse de Rudolstadt, gli ha offerto qualche spunto per l'immagine che egli cercherà di impersonare, quella del bardo-lavoratore.
Come ricorderà Whitman stesso nello Sguardo retrospettivo: "Più tardi, a intervalli, estate e autunno, ero solito andarmene per settimane di fila in campagna, o sulle spiagge di Long Island e fu là, tra le influenze dell'aria aperta che lessi l'Antico Testamento e il Nuovo Testamento, e assorbii (probabilmente in condizioni migliori che non in una biblioteca - il posto dove si legge ha una tale importanza) Shakespeare, Ossian, le migliori traduzioni che io potei procurarmi di Omero, Eschilo, Sofocle, le vecchie saghe tedesche dei Nibelunghi, gli antichi poemi dell'India, e due o tre altri capolavori, tra i quali Dante. M'accadde di leggere la maggior parte di quest'ultimo autore in un antico bosco. L'Iliade (nella traduzione in prosa di Buckley) la lessi per la prima volta integralmente sulla penisola d'Oriente, all'estremità nord-est di London Island, in un'insenatura di rocce e sabbia, con il mare tutto in giro. (Mi sono chiesto in seguito come fu che non mi sentii schiacciato da quei formidabili maestri. Probabilmente perché li lessi, come ho testé narrato, alla presenza della libera Natura, sotto il sole, davanti ad una visione illimitata d'infinite prospettive e alle onde del mare, che mi lambivano i piedi!)".
Si pensa che Whitman, così privo di qualsiasi preparazione storica e filologica, non abbia compreso molto di quegli antichi poeti, se non i passi di più facile comprensione e soprattutto quelli solenni che gli richiamavano la sua America.
Egli li lesse e senza dubbio li accolse per il loro valore estetico e musicale che la sua anima di poeta non poteva non comprendere.
Whitman era un uomo di grande curiosità, di molteplici interessi, di molte letture ma quasi sempre superficiali. Egli amava, più che altro, prendere spunti da notizie curiose dalle pagine dei giornali e, scoperto un articolo interessante, sottolineava le righe che facevano al caso suo e quando poteva, le ritagliava per portarle a casa. Questi ritagli andranno a costituire le sue fonti.
Senza dubbio ebbero un'importanza maggiore la scoperta dell'opera lirica italiana. Quando egli parla della musica e in particolare dell'opera il suo tono cambia e si percepisce che, in questo caso, egli parla di cose che conosce, che ha compreso e ricorda bene. 
Nei suoi versi sono frequenti gli accenni ad opere e a cantanti e il suo ritmo lo trovò quando, in un momento di entusiasmo musicale, iniziò ad usare come suo metro una specie di versetto biblico che sentiva capace di favorire le sue ambizioni di bardo.
La musica e tanti altri stimoli lo esaltavano ma ciò che gli permise di tradurre in versi il suo ardore fu la lettura di Emerson. Whitman restò folgorato dalla conferenza di Emerson sul "Poeta" e poi ne lesse quasi tutta l'opera. Disse: "Ero caldo, caldo, caldissimo; Emerson mi portò a bollore."
Egli infatti trova in Emerson, fra le altre cose, la fiducia in sé, la poesia della vita ordinaria e contemporanea, gli umori esaltati e positivi e il concetto di indirection, cioè l'"approccio per vie indirette", che non è un metodo ma una specie di tranquilla ipnosi che, attenuando le capacità percettive, rende però vigile l'intuizione e permette al filosofo-poeta di cogliere la verità.

## L'anima dell'uomo e lo spirito della sua poesia
E lo stupore di un'analisi critica si fa più grande se si pensa che Whitman non aveva dietro a sé alcuna cultura e - anche se aveva letto Ossian, Omero, Dante, Rousseau, Shakespeare e la Bibbia - non aveva avuto nessuno che lo guidasse in queste letture; ma ne sentì ugualmente il fascino, in maniera tale che riuscì a tradurre in forma di spontaneo e personalissimo stupore ogni propria visione, pur rimanendo se stesso, con tutta la sua immensa fiducia nella natura umana.
Whitman è - una volta di più - un contemplativo che possiede la rude ingenuità degli irregolari: è un ozioso che però fa i lavori più diversi senza distinzione tra quelli di intelletto e quelli manuali. È un autodidatta che, pur avendo concluso solo il ciclo di studi elementare, si nutre con voracità dei grandi libri della storia umana e assimila ogni cosa riuscendo a trasformarla in vita e in verso.
Concentrato sulla propria individualità ma aperto agli altri senza tregua, riesce ad essere uno e molteplice e ad esprimere nei suoi versi così diversi - vigorosi, teneri, enfatici - la sua gioiosa voglia di esistere.

## Sulla nobiltà di ogni cosa
Whitman ritiene che ogni cosa sia nobile, la malattia come la salute, la sconfitta come il trionfo e grazie ai suoi versi ogni cosa, anche quella più insignificante diventa solenne. Il poeta viaggia, ascolta, vede e osserva, non per conservare ma per raccogliere e diffondere e quando non viaggia con il corpo viaggia con la fantasia con la quale egli può osservare e cogliere in un abbraccio tutta l'umanità.
Assertore convinto di una poesia nuova, pioniere di una letteratura innovativa, Whitman va visto come l'uomo destinato a proporre e a formulare tematicamente ai suoi connazionali una nuova mitologia, dalla quale avrebbe dovuto prendere le mosse una nuova poesia. Vuole gridare ai suoi connazionali che una vita nuova li attende e che quella vita deve essere creata dagli americani con un'autentica democrazia, "nella quale ogni individuo sia una legge e tutti insieme una serie di leggi che permettano il governo dell'universale nella condizione della più ampia libertà immaginabile".

## La poetica di Whitman e l'Europa
L'opera di Whitman giunse in Europa nel momento del maggior travaglio romantico del secondo Ottocento e parve agli europei il massimo dell'espressione nuova. Whitman lancia il verso libero e questo non tanto per amore di novità o per profonde influenze giunte alla sua poesia, ma perché ciò gli era istintuale e sentiva che quello era il mezzo espressivo più immediato che possedeva per meglio essere compreso.
I poeti europei - da D'Annunzio a Marinetti a Ungaretti e a André Breton - imiteranno più tardi il verso libero di Whitman, ma l'anti-letterarietà, il modo di scivolare dalla delicatezza alla gravità e alla cruda parola, sarà un modo che solamente gli americani del XX secolo saranno in grado di ripetere.
Whitman fu considerato dai simbolisti francesi un poeta "moderno" ed i primi ad ammirarlo furono Pound, Eliot e Auden.

## Il verso libero come spazio
Nei suoi versi non esiste ordine metrico e il verso si allunga, diventa spazio, per dare modo all'esuberanza dello spirito di ampliarsi e non esiste tecnica per frenare un'anima in tumulto, come è quella del poeta.
Whitman non considera la sua poesia come prodotto di elaborazione culturale ma come impulso di partecipazione. Per il poeta la cultura è natura e il mondo è un'enciclopedia, il cosmo la sua biblioteca ed egli può permettersi tutto ciò perché, come esponente della nuova umanità americana, non ha necessità di una identificazione e non deve fare i conti con il passato.
Pur non curandosi troppo degli aspetti letterari e delle sue regole, Whitman compie istintivamente una rivoluzione estetica e porta la poesia verso la prosa. Mentre egli è intento a realizzare un'opera incentrata sul messaggio del contenuto rivela nuovi orizzonti formali e mette in discussione la funzione del verso tradizionalmente inteso.
La poesia di Whitman, sospesa tra il poemetto in prosa e il verso libero, può concedersi la libertà di creare allitterazioni, assonanze, consonanze senza essere schiava della rima e può accelerare, rallentare e anche fermarsi senza dover rimanere nei confini restrittivi della strofa o della metrica.
Il verso che egli adotta è quasi sempre il verso lungo che ha l'andamento biblico e se nella sua poesia esiste comunque un ritmo, a creare questa funzione ritmica sono le enumerazioni, le ripetizioni e soprattutto le anafore. Nei suoi versi esiste una varietà di sentimenti spirituali immensa: c'è un Whitman oratorio e maestoso e un altro sommesso ed elegiaco, c'è il cantore della vasta natura e quello delle piccole cose.
È quel Whitman un poeta eroico che non teme di essere preso per un esaltato perché sente di poter rappresentare il desiderio di ogni altro uomo, egli è il popolo e al popolo si rivolge nella convinzione che ogni gesto, ogni istante, ogni cosa merita di diventare poesia.